# Casa Shakespeare
Casa Shakespeare (All Is True) è un film del 2018 diretto da Kenneth Branagh.
La pellicola, con protagonisti lo stesso Branagh, Judi Dench e Ian McKellen, segue le vicende del drammaturgo William Shakespeare dopo l'incendio che distrusse il Globe Theatre nel 1613.

## Trama
Dopo che il Globe Theatre bruciò nel 1613 durante un'esibizione dell'opera di Shakespeare Enrico VIII, William Shakespeare, quarantanovenne, torna a casa a Stratford per ricongiungersi a sua moglie, Anne Hathaway. Shakespeare e Anne hanno una relazione a distanza da tempo, poiché lui ha trascorso la maggior parte del loro matrimonio lavorando a Londra, mentre lei è una donna di campagna con i piedi per terra e che non sa scrivere. Il loro matrimonio non si è mai ripreso dalla morte del figlio Hamnet, di 11 anni, a causa di un'epidemia di peste a Stratford mentre suo padre era a Londra. Sebbene abbiano anche due figlie, Shakespeare considerava Hamnet il suo figlio preferito, soprattutto grazie a delle poesie che il bambino scrisse prima di morire. Shakespeare dedica il suo tempo alla cura del giardino di famiglia, anche se nonostante il suo duro lavoro, non ha molto successo.
La figlia maggiore degli Shakespeare, Susanna, è sposata con un medico di nome John Hall, che è un importante puritano in città. Susanna è costretta a soffocare la sua indipendenza e la propria personalità per vivere secondo i codici morali del marito. Susanna è accusata ingiustamente di aver commesso adulterio e deve affrontare un processo pubblico. Shakespeare riesce a terrorizzare il suo accusatore affermando di conoscere un attore africano che una volta era innamorato di Susanna, e che l'attore avrebbe ucciso chiunque avesse rovinato il suo buon nome. Di conseguenza, l'accusatore ritira la sua testimonianza e Susanna viene dichiarata innocente. Anne è colpita dalle azioni del marito, soprattutto perché sa che mentiva: l'attore africano era una persona gentile che non avrebbe mai fatto del male a nessuno.
La figlia più giovane di Shakespeare, Judith (la gemella di Hamnet), è esplicita nei suoi dubbi sul ruolo delle donne nell'Inghilterra giacobiana. Non le è stato permesso di avere un'istruzione o opportunità nella vita, perché si prevede che si sposerà e avrà dei figli. Di conseguenza, Judith ha rifiutato di sposarsi ed è amareggiata con suo padre per non amarla tanto quanto il fratello morto. Una notte durante una discussione, Judith confessa a Shakespeare di aver effettivamente scritto le poesie, non suo fratello. Sono stati scritti con la calligrafia di Hamnet perché Judith è analfabeta e quindi ha dovuto dettarli a suo fratello. Anne concorda sul fatto che Hamnet non fosse particolarmente dotato ma un ragazzino "ordinario" e che l'hanno nascosto a Shakespeare in modo che potesse conservare i suoi bei ricordi verso il figlio.
Gli Shakespeare ricevono una visita dal Conte di Southampton, l'ex mecenate letterario di Shakespeare, per il quale ha scritto i suoi 154 sonetti. Questo sconvolge Anne; è a conoscenza di voci secondo cui suo marito e Southampton fossero stati amanti. Mentre beve con Southampton, Shakespeare recita il suo Sonetto 29, esprimendo i suoi sentimenti per Southampton sperando che Southampton li ricambiasse. Southampton interrompe la conversazione e sembra a disagio, ma mentre se ne va recita anche lui il Sonetto 29, indicando a Shakespeare che aveva dei sentimenti per lui.
Dopo un po' di tempo a casa, Shakespeare e Anne si avvicinano e sviluppano una relazione matura. Alla fine Anne permette al marito di dormire con lei nel "secondo miglior letto" della famiglia (il miglior letto è riservato agli ospiti). Dopo essersi innamorato di nuovo di Anne, Shakespeare modifica la sua ultima volontà e il suo testamento per assicurarsi che lei possa ricevere in futuro questo letto. Ora che è stata detta la verità sulle poesie, Judith sviluppa anche una relazione più vicina, più sincera con suo padre. Accetta di sposare un uomo del posto, Thomas Quiney, un suo corteggiatore da tempo. Tuttavia la reputazione di Quiney viene danneggiata quando la sua ex fidanzata dà alla luce il suo figlio illegittimo, e il bambino muore durante il travaglio assieme alla madre. Judith rimane incinta di Quiney, con grande gioia di Shakespeare.
Durante le ricerche, Shakespeare scopre che non ci fu un'epidemia di peste degna di nota nel 1596, l'anno in cui morì Hamnet. Diventa sospettoso e interroga la sua famiglia. Anne cerca di convincerlo che Hamnet è morto di peste, ma Judith non resiste e confessa la verità. Un giorno, da bambina, Judith disse a suo fratello che avrebbe rivelato la verità al padre, che Hamnet non aveva scritto le poesie. Quella notte Hamnet scompare: viene trovato in un lago vicino, annegato, con le copie delle poesie a filo d'acqua con lui. Hamnet non era mai andato al lago fino a quel momento, quindi Anne e Judith sospettano che si sia suicidato. Le donne coprirono la cosa e dissero a tutti che il ragazzo era morto di peste. Sebbene sia una rivelazione emotiva, la verità permette a Shakespeare di venire finalmente a patti con la morte di suo figlio e di accettare un ricordo più onesto del ragazzo.
Nell'aprile del 1616, il collega drammaturgo di Shakespeare, Ben Jonson, lo visita ricordando i fasti passati delle loro vite. Il 23 aprile, durante il cinquantaduesimo compleanno, Shakespeare non si sente bene. La moglie e le figlie si riuniscono per presentargli una sorpresa. Susanna ha insegnato ad Anne e Judith a leggere e scrivere. Susanna ha trovato il certificato di matrimonio degli Shakespeare e Anne finalmente firma il suo nome, dove prima aveva potuto firmare solo con una "X".
Al suo funerale, le tre donne recitano la canzone "Fear No More" dal dramma di Shakespeare Cimbelino.
Adesso, finalmente, sono tutti in grado di leggere.

## Promozione
Il primo trailer del film viene diffuso il 5 dicembre 2018.

## Distribuzione
La pellicola è stata distribuita limitatamente negli Stati Uniti a partire dal 21 dicembre 2018.